# Grönemeyer
Grönemeyer ist ein deutscher Familienname.

## Herkunft und Bedeutung
Grönemeyer ist eine Variante des Familiennamens Meier.

## Namensträger
- Anna Henkel-Grönemeyer (1953–1998), deutsche Schauspielerin
- Dietrich Grönemeyer (* 1952), deutscher Mediziner, Medizinunternehmer und Autor
- Herbert Grönemeyer (* 1956), deutscher Sänger, Komponist und Schauspieler
- Wilhelm Grönemeyer (1899–1983), deutscher Kraftwerksdirektor